# Mary Surratt

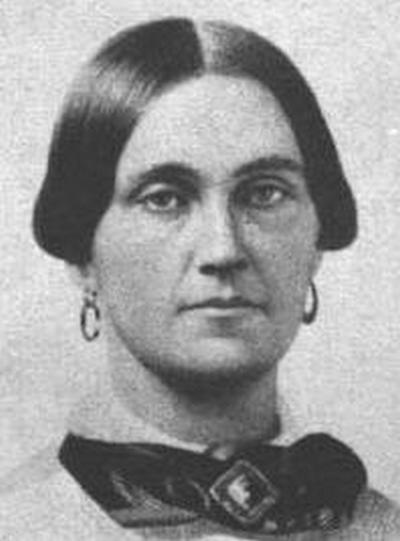
Porträt Mary Surratts

Mary Elizabeth Eugenia Jenkins Surratt (* Mai oder Juni 1823 bei Waterloo, Maryland; † 7. Juli 1865 in Washington, D.C.) war eine US-amerikanische Mitangeklagte im Zusammenhang mit dem Attentat auf Präsident Abraham Lincoln und die erste Frau, die durch eine amerikanische Bundesbehörde hingerichtet wurde. Es ist bis heute ungeklärt, ob sie schuldig, Mitwisserin oder unbeteiligt war.

## Leben
Als Tochter von Archibald und Elisabeth Jenkins besuchte Mary ein katholisches Mädcheninternat in Virginia, bevor sie 1839 im Alter von 16 Jahren den ebenfalls katholischen 27-jährigen John Harrison Surratt heiratete. Das Paar bekam drei Kinder, Isaac (* 1841), Elizabeth Susanna (* 1843) und John jr. (* 1844). Die Familie bestritt ihren Lebensunterhalt unter anderem mit Landwirtschaft, Bewirtung und einer Poststation.
Obwohl Maryland bei Ausbruch des amerikanischen Bürgerkrieges der Union angehörte, sympathisierten die Surratts mit den Konföderierten. Mehrere Gleichgesinnte, darunter auch der Schauspieler und spätere Mörder Lincolns John Wilkes Booth, fanden bei ihnen Logis. Im August 1862 starb Marys Mann John, worauf sie ein von dessen Verwandten geerbtes Haus in Washington, D.C. bezog, das sie zudem als Pension nutzte und das später als Treffpunkt ihres Sohnes und anderer Personen zur Vorbereitung eines Anschlages auf Lincoln diente. Laut ihrem Sohn sollte der Anschlag lediglich gegen die Freiheit Lincolns, nicht aber gegen sein Leben, gerichtet sein. Überdies sprach er seine Mutter von einer Schuld an einer Verschwörung frei.

## Anklage, Urteil und Vollstreckung

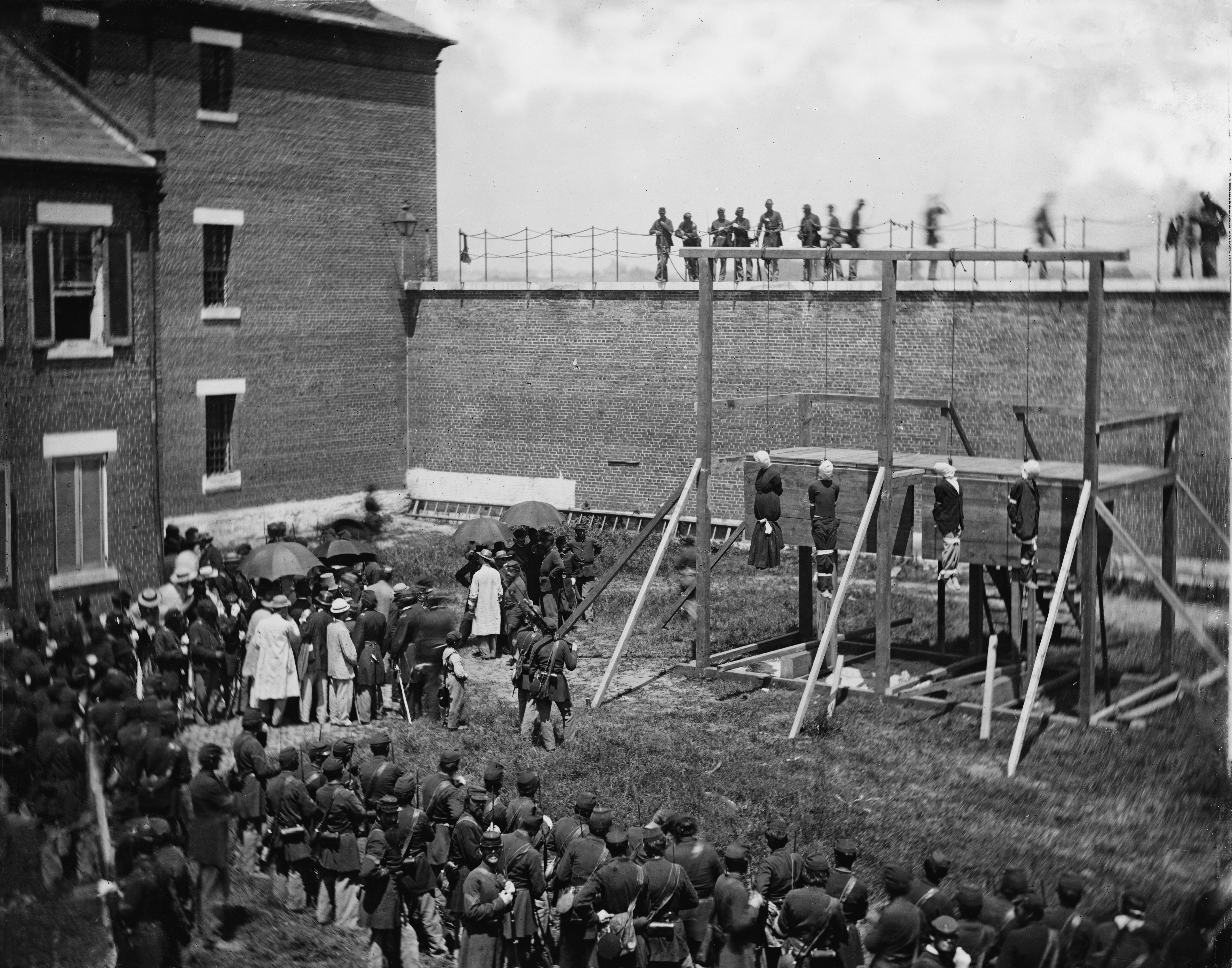
Hinrichtung Surratts (links) und der übrigen drei Verschwörer

Zu den Ereignissen am Tattag machten Surratt und einer ihrer Mieter, der sie belastete, unterschiedliche Angaben. Sie wurde bis zum Prozess gemeinsam mit den Mitangeklagten auf einem Schiff in Untersuchungshaft gehalten. Obwohl für Zivilisten nicht zuständig, kam es zur Anklage vor einem Militärgericht. Am 30. Juni 1865 wurde sie von diesem wegen Hochverrats, Verschwörung und Planung von Mord zum Tode verurteilt. Trotz Gnadengesuchs der Tochter und umstrittener Beweislage – ein entlastendes Tagebuch von Booth blieb unberücksichtigt – unterzeichnete Präsident Andrew Johnson den Vollstreckungsbrief.
Am Tag vor der Hinrichtung kamen ein katholischer Pfarrer und ihre Tochter zu Besuch, die sie am nächsten Morgen um 10 Uhr verließ. Gegen 13:15 Uhr wurde Mary Surratt gemeinsam mit den drei weiteren Verurteilten Lewis Powell, David Herold und George Atzerodt öffentlich gehängt und begraben. Heute ist sie gemeinsam mit zweien ihrer Kinder in Washington, D.C. beerdigt.

## Verfilmung
Der Prozess und seine Umstände stehen im Mittelpunkt des Justizdramas Die Lincoln Verschwörung von Robert Redford mit Robin Wright als Mary Surratt.